# ربی، پاردوبیکی

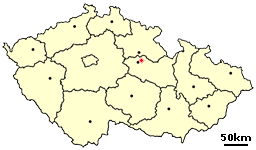
موقعیت روستا در جمهوری چک

ربی روستایی است در استان پاردوبیکی واقع در جمهوری چک. جمعیت این روستا ۵۶۰ نفر است.